# Royal Bafokeng Nation

Flagge der Royal Bafokeng Nation

Die Royal Bafokeng Nation ist das ethnische Heimatgebiet des südafrikanischen Stammes der Bafokeng. Das Gebiet umfasst etwa 2000 km² in der Nordwest-Provinz von Südafrika. Die Bevölkerung beträgt rund 300.000. Die Verwaltungshauptstadt ist Phokeng. Die Bafokeng gelten als reichster Stamm Afrikas.

## Geschichte
Die Bafokeng gehören zum Volk der Sotho-Tswana, die weite Teile Südafrikas bevölkern. Sie besiedelten ihre heutige Region vermutlich zwischen 1450 und 1550. Die Buren übernahmen das Gebiet in der Mitte des 19. Jahrhunderts und machten es zu einem Teil der Südafrikanischen Republik. Die Gesetzgebung der Buren behielt den Erwerb von Land den Weißen vor. Doch den Bafokeng gelang es gegen Ende des 19. Jahrhunderts unter dem Kgosi (etwa: „König“) Mokgatle (1834–1891), ihr eigenes Land zurückzukaufen, indem sie unter anderem deutsch-protestantische Missionare dazu bewogen, das Landeigentum für sie zu erwerben und treuhänderisch zu halten.
Die Tatsache, dass die Bafokeng nach geltendem Recht Besitzer ihres eigenen Landes sind, stellt eine für südafrikanische Stämme eher ungewöhnliche Situation dar und ist in Verbindung mit dem Reichtum an Bodenschätzen dafür verantwortlich, dass die Bafokeng als reichster Stamm Afrikas gelten.
Während der Apartheid war das Gebiet der Royal Bafokeng Nation Teil des Bophuthatswana-Homelands.

## Mythologie
Die Sotho-Tswana sprechenden Völker verehren Totems als Symbole des Stammes.
Das Totem wird häufig gewählt, um einem geschichtlich bedeutsamen Ereignis zu gedenken.
Die Bafokeng (baFokeng = Volk des Morgentaus) nannten sich ursprünglich Bakwena (baKwena = Volk des Krokodils) und verehren das Krokodil noch heute als Totem.
Laut mündlicher Überlieferung gelangten die Bakwena während ihrer langen Migration in ihr heutiges Gebiet, das sich gut für Ackerbau und Viehzucht eignete. Da die Täler des hügeligen Landes ungewöhnlich viel Morgentau aufwiesen, war das Land fruchtbar und bot eine gute Lebensgrundlage. Die Bakwena beschlossen daher, sich hier anzusiedeln und dieses Ereignis zu ehren, indem sie den Tau als zusätzliches Totem annahmen und sich Bafokeng nannten.

## Wirtschaft und Bodenschätze
Der größte Teil des Geländes ist hügeliges Grasland. Vor der Entdeckung des Merensky Reefs im Jahre 1925 war Landwirtschaft die Haupterwerbsquelle. Das Merensky-Riff ist eine einige zehn Zentimeter dicke Schicht aus platinreichem Gestein und beherbergt die größten bekannten Platinvorräte der Erde.
Im Jahre 1999 erstritten die Bafokeng ein Urteil, das ihnen einen Förderzins im Wert von 22 % des in ihrem Gebiet geförderten Platins sowie Besitzanteile an der Impala Mining Co., der zweitgrößten Platin-Gesellschaft Südafrikas, zusprach. Der Wert der Bafokeng-Anteile an Impala hat sich allein bis zum Jahr 2001 auf über 50 Millionen US-Dollar verdreifacht. Der jährliche Platin-Förderzins, den die Bafokeng erhalten, betrug zu diesem Zeitpunkt über 60 Millionen US-Dollar. Der Impala-Aktienkurs hat sich von 1999 bis zum Sommer 2008 (vor Beginn der Weltwirtschaftskrise) in etwa verzehnfacht.
Die Platinvorräte werden jedoch voraussichtlich bis etwa 2040 vollständig abgebaut sein. Im Bemühen, die Exporte der Region auszuweiten und die vollständige wirtschaftliche Abhängigkeit von der Platinförderung zu überwinden, siedeln die Bafokeng gegenwärtig weiterverarbeitende Industrien an, und bemühen sich, den Tourismus auszubauen. Unter anderem wurde im Jahr 1999 in Phokeng das Royal-Bafokeng-Stadion eröffnet, ein moderner Sportkomplex mit 40.000 Sitzplätzen, das einer der Austragungsorte der Fußball-Weltmeisterschaft 2010 war.

## Verwaltung

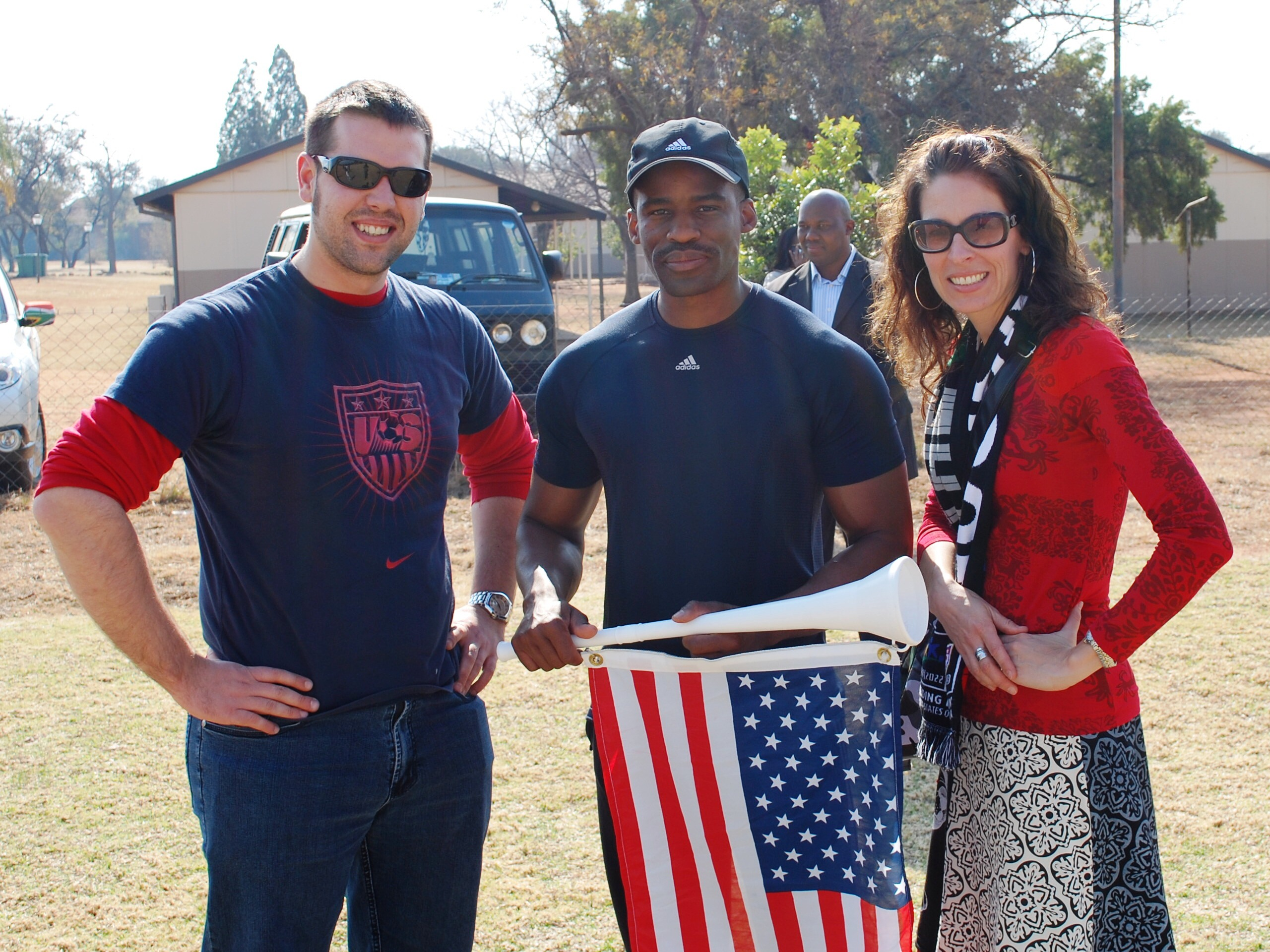
Kgosi Leruo Tshekedi Molotlegi, König der Royal Bafokeng Nation, mit Mitarbeitern der US-amerikanischen Botschaft in Pretoria vor dem Fußballspiel zwischen den Nationalmannschaften aus den USA und Ghana während der Fußball-Weltmeisterschaft 2010 am 25. Juni im Royal-Bafokeng-Stadion, Rustenburg, Südafrika

Kgosi Leruo Molotlegi (* 1968), der 36. belegte Monarch des Bafokeng-Stammes, wurde im August 2003 inthronisiert. Molotlegi erlangte den Bachelor-Abschluss in Architektur an der Universität von Natal. Sein Vorgänger im Amt war sein älterer Bruder, Kgosi Lebone II.

## Partnerstädte
Die Royal Bafokeng Nation unterhält Städtepartnerschaften mit:
- Prince George’s County, Maryland, USA[3]